# Wojna Zatoki Puget
Wojna Zatoki Puget – konflikt zbrojny między armią USA, lokalnymi milicjami i cywilnymi ochotnikami a grupą plemion indiańskich (Nisqually, Muckleshoot, Puyallup i Klickitat) zamieszkujących wybrzeża zatoki Puget na terytorium obecnego stanu Waszyngton. Innym elementem tej wojny był konflikt plemion Haida i Tlingit z marynarką wojenną USA spowodowany ich najazdami na ziemie plemion znad cieśniny Puget.
Pierwszym białym, który zbadał wybrzeża cieśniny Puget był brytyjski kapitan George Vancouver. 4 lipca 1792 objął on oficjalnie te ziemie w panowanie Korony Brytyjskiej (nie przejmując, się faktem, iż ta ziemia miała już prawowitych właścicieli). Vancouver nadał też nazwę zatoce – od nazwiska jednego z jego oficerów, porucznika Petera Pugeta. Terytorium było administrowane z Fort Vancouver jako część Departamentu Kolumbii Kompanii Zatoki Hudsona. Jednak wkrótce do terytorium (wtedy części Terytorium Oregon) zaczęli rościć sobie prawa Amerykanie. Po szeregu sporach grożących nawet wybuchem wojny amerykańsko brytyjskiej Terytorium Oregon przeszło w 1846 oficjalnie pod władzę USA. Już w 1846 roku powstało w okolicy pierwsze osiedle białych – New Market (dziś Tumwater). We wrześniu 1851 zostało założone Seattle (nazwane tak na cześć wodza szczepów Suquamish i Duwamish – Sealth). 8 lutego 1853 z Terytorium Oregon zostało wyodrębnione Terytorium Waszyngton. Jego pierwszym gubernatorem został Isaac Stevens.
Traktat z Medicine Creek. W roku 1854 gubernator Terytorium Waszyngton Isaac Stevens przeprowadził rozmowy z plemionami Salisz: Nisqually, Puyallup, Squaxin Island i sześcioma mniejszymi. Ich efektem stało się podpisanie w dniu 26 grudnia 1854 roku traktatu w delcie rzeki Nisqually, nad potokiem zwanym przez tubylców She-nah-num zaś przez białych Medicine Creek (dziś McAllister Creek). W zamian za utworzenie 3 rezerwatów, renty płatne przez 20 lat oraz zachowanie praw do połowu ryb i polowania, plemiona przekazywały rządowi USA 2,24 miliona akrów ziemi (9060 km²). Zagwarantowane w traktacie prawa Indian na ziemiach oddanych rządowi były przez władze Terytorium a następnie Stanu Waszyngton ignorowane.
Oryginalny rezerwat przeznaczony dla plemienia Nisqually został utworzony na skalistych obszarach z dala od rzeki, co było nie do przyjęcia dla tego plemienia, które swą egzystencję opierało na połowie łososi. Jeden z wodzów plemienia – Leschi – odmówił złożenia swego podpisu. Poparło go kilku pomniejszych wodzów. Źródła historyczne nie są zgodne, ale wydaje się, iż inni wodzowie złożyli znak „X” na traktacie za niego. Leschi energicznie protestował przeciw traktatowi, lecz został zignorowany.
We wrześniu 1855 wybuchła na terytorium Oregonu i Waszyngtonu wojna z plemieniem Yakima. Wysłane przeciwko Yakima oddziały poniosły porażkę koło Toppenish Creek. Aby wspomóc kampanię przeciwko Yakima wyruszył do ich kraju dowódca Fort Steilacoom, kapitan Marice Maloney z oddziałami 4 pułku piechoty. Jednocześnie nadeszły wieści, iż niezadowolony z traktatu Leschi buntuje okoliczne plemiona i wzywa je do wojny przeciwko białym.
Wzrastające zaniepokojenie władz sytuacją w Cieśninie Puget skłoniło je do utworzenia 19 października ochotniczej kompanii rangersów pod dowództwem kapitana Charlesa Eatona. 20 października na wniosek majora Rainsa (dowódcy okręgu obejmującego obszar rzeki Kolumbii i zatoki Puget) powstała Kompania A milicji Terytorium Waszyngton. Jej kapitanem wybrano Gilmore Haysa. 22 października Leschi spotkał się w stolicy Terytorium – (Olympia (Waszyngton|Olimpii) – z zastępcą gubernatora Charlesem Mansonem. Leschi miał stwierdzić, iż wojna rzeczywiście jest możliwa. Tego dnia Mason powołał kolejne 4 kompanie ochotników. W związku z coraz bardziej napiętą sytuacją pod nieobecność Stevensa zastępca gubernatora Terytorium Charles Mason zadecydował, iż Leschi i jego brat Quiemuth powinni zostać prewencyjnie aresztowani i wysłał przeciwko nim milicję.
Potyczka koło Connell's Prairie. 24 października 19-osobowy oddział milicji (tzw. Eaton’s Rangers) kapitana Charlesa Eatona dotarł na farmę Leschi, jednak zastał ją opuszczoną. Wódz zdążył się ukryć. Eaton zaczął przeczesywać okolicę i wysłał część grupy po zapasy. Leschi i  Quiemuth  postanowili dołączyć do Yakima, lecz napotkali grupę ok. 40 Indian, którzy mieli zamiar walczyć w okolicach Puget Sound. 27 października oddział Eatona został zaskoczony przez Indian koło Connel’s Prairie. Zginęło dwóch milicjantów Michael Conner i James McAlister, zaś reszta schroniła się zbudowanej z bali chacie, gdzie była przez jakiś czas oblegana. Po stracie 7 ludzi Indianie wycofali się zabierając konie białych.
Masakra nad rzeką White River. 28 października wojownicy plemienia Muckleshoots wodza Nelsona, który już wcześniej ostrzegał osadników przed możliwością wybuchu wojny, wykonali serię rajdów na osiedla białych w dolinie rzeki White River. W ich wyniku zginęło 9 białych. Zginęło także kilku napastników. Atak spowodował masową ucieczkę miejscowych osadników z doliny White River a także z doliny Puyallup, którym zaczął grozić wódz Kitsap.
31 października w górze rzeki White Indianie zaskoczyli 7-osobowy oddział milicji idący w czołówce sił Maloneya, który zdecydował się zawrócić. W zasadzce zginęło dwóch kolejnych białych z milicji – szeryf Abram Benton Moses i Joseph Miles. To ważne wydarzenie, gdyż to Leschi został oskarżony o morderstwo na Mosesie.
Tymczasem okazało się, iż wódz Sealth odciął się stanowczo od Leschi i zaczął intensywnie namawiać do tego samego inne plemiona. Wódz Patkanim poszedł jeszcze dalej i zaoferował swych wojowników do walki z buntownikami. W tej sytuacji Leschi mógł mieć do dyspozycji zaledwie ok. 300 wojowników.
Bitwa nad White River – Puyallup River. 3 listopada do akcji w okolicach White River wkroczyły oddziały armii regularnej. Maruice Maloney wysłał 50 żołnierzy porucznika Slaughtera i 50 ochotników kapitana Gilmore Haysa. Oddziały te napotkały ok. 150-200 Indian z plemion Nisqually, Puyallup, Squaxon i innych. Jednak znajdowali się oni po drugiej stronie rzeki, której wojsko nie było w stanie przekroczyć. Ograniczono się więc do wymiany ognia na dalekim dystansie. Slaughter był przekonany, iż Indianie stracili ok. 30 zabitych, podczas gdy jego straty ograniczały się do 1 zabitego. Następnego dnia kolejny oddział wysłany przez Maloneya dogonił kapitana Haysa na drugiej stronie Green River. Indianie zajmujący słabe pozycje wycofali się. Biali stracili tego dnia 2 rannych. Pogoń za Indianami była prawie niemożliwa, ze względu na wysoki poziom mody w rzekach. 6 listopada w czasie przekraczania rzeki oddział Slaughtera został ostrzelany. Zginął 1 żołnierz, zaś 3 zostało rannych. Łączne straty w trakcie działań w rejonie rzek White i Puyallup w dniach 3-6 listopada wyniosły 2 zabitych i 5 rannych. Po bitwie oddziały wycofały się do obozu „Camp Montgomery”. Wkrótce do obozowiska przybył osobiście kapitan Maloney.
13 listopada gubernator Stevens zarządził mobilizację milicji Terytorium. Został utworzony 1 Pułk Milicji Terytorium Waszyngton.
24 listopada obóz Camp Montgomery opuściły oddziały: kompania C 4 pułku piechoty porucznika Slaughtera i 45-osobowa kompania D kapitana W.H. Wallace’a  z 1 pułku milicji. Oddziały skierowały się ku dolinom White i Puyallup. Rozsyłane po okolicy patrole stwierdziły, iż okoliczne farmy są spalone. 26 listopada wyruszył z Camp Montgomery na patrol 25-osobowy oddział porucznika McKeevera z kompanii kapitana Keyesa z 3 pułku artylerii. Tego dnia doszło do kilku strzelanin – rano ochotnik z kompanii Wallace’a został ranny kulą w plecy, zaś wieczorem ludzie McKeevera zastrzelili Indianina, który podchodził do biwaku. Tej samej nocy Indianie uprowadzili z obozu Slaughtera 32 konie i muły. Na wieść o tym Kapitan Keyes postanowił wzmocnić siły Slaughtera.
Potyczka koło Brannan's Prairie. 4 grudnia oddział armii porucznika Williama Slaughtera maszerujący w kierunku Puyallup, zatrzymał się koło opuszczonego domostwa w widłach rzek White i Green w miejscu zwanym Brannan's Prairie. Żołnierze rozpalili ogniska aby wysuszyć mokre ubrania. Porucznik Slaughter i pozostali oficerowie konferowali w chacie, gdy nagle ok. godziny 19.00 padły strzały. Jeden z pierwszych strzałów trafił porucznika w serce. Wywiązała się 3-godzinna strzelanina z Indianami Klickitat wodza Kanaskata, w trakcie której zginął kapral z 4 pułku piechoty i kapral z kompanii D milicji. 6 ochotników zostało rannych (1 zmarł od ran). Indianie wycofali się nocą bez strat.
Z powodu sukcesu Indian w ostatnim starciu oraz z powodu niesprzyjających prowadzeniu działań warunków wojsko czasowo wycofało się do swoich baz.
17 grudnia parowiec „Active” dostarczył do Fort Steilacoom duży ładunek broni, amunicji i zaopatrzenia.
Nocą 5 stycznia 1856 wódz Leschi wraz z 38 wojownikami odwiedził rezerwat położony naprzeciw Fort Steilacoom próbując przekonać miejscowych Indian, by przyłączyli się do buntu. Kapitan Keyes natychmiast wysłał parowiec Kompanii Zatoki Hudsona „Beaver” z 30 żołnierzami. Jednak okazało się, że Leschi obsadził swymi dobrze uzbrojonymi ludźmi wybrzeże. „Beaver” nie miał na pokładzie dział, które mogłyby odpędzić Indian, zaś jego jedyna szalupa mogła przewieźć jednocześnie tylko kilku ludzi. Lądowanie w rezerwacie było więc niewykonalne i Amerykanie musieli zawrócić do Fortu.
19 stycznia 1856 do Seattle zawinął uszkodzony na skałach okręt marynarki wojennej USA „Decatur”. Jego załoga zaoferowała mieszkańcom pomoc w razie ataku Indian.
Bitwa o Seattle. 26 stycznia ok. godziny 8.30 rano Indianie pod wodzą Leschi zaatakowali miasto. Nie wiadomo dlaczego Indianie zadecydowali się zaatakować w świetle dnia miast tak jak zazwyczaj nocą. Atakujący znaleźli się pod silnym ogniem ze stojącego w zatoce „Decatura”. Okręt miał 150-osobową załogę i posiadał 14 dział 32-funtowych i 2 12-funtowe. Oprócz okrętu w walce uczestniczył po stronie białych oddział Marines oraz lokalna milicja kapitana Christophera C. Hewitta. Osadnicy umocnili się w silnych blokhauzach, skąd ostrzeliwali atakujących Indian. Wymiana ognia trwała przez cały dzień. W końcu Indianie nie mogąc pokonać silnej zapory ogniowej – wycofali się. Zginęło 2 białych. Straty Indian są nieznane – nie znaleziono ani jednego ciała. Szacunki obrońców mówią o 28 zabitych i ok. 80 rannych (w tym 5 zabitych jednym pociskiem z „Decatura”). 2 domy w mieście zostały spalone – 1 przez Indian, 1 przez pocisk z haubicy. Dużo więcej budynków zostało spalonych przez Indian w okolicy miasta. Po ataku na Seattle gubernator Stevens zaoferował 20$ za głowę buntownika i 80$ za głowę wodza.
29 stycznia do Fort Steilacoom przybył na pokładzie parowca „Republic” podpułkownik Casey z 2 kompaniami 9 pułku piechoty. 4 lutego do wojska dołączył wódz Patkanim z 55 wojownikami ze szczepów Snohomish i Snoqualmic skuszonymi ofertą Stevensa (pieniądze za głowy zabitych buntowników). Wojownicy od razu zostali wysłani na zwiad w doliny rzek White i Green. Wkrótce ludzie Patkanima bez wystrzału zdobyli mały (17 osób) obóz buntowników. 3 wojowników okazało się członkami plemienia Klickitat. Dwóch z nich Patkanim rozkazał powiesić, trzeci ocalał gdyż wyznał położenie obozu wodzów Leschi i Nelsona.
Bitwa nad White River. Nocą 15 lutego ludzie Patkanima podeszli do obozu Leschi rozłożonego nad małym strumieniem wpadającym do White River. Mieli oni zamiar zaskoczyć buntowników, lecz zdradziły ich szczekające w obozie psy. Obaj wodzowie odbyli bezpłodną rozmowę, po której Patkanim zadecydował się zaatakować następnego ranka. Po ciężkiej walce wojownicy Patkanima odrzucili ludzi Leschi z zajmowanych przez nich stanowisk. Walka toczyła się ok. 10 godzin. Leschi stracił 8 ludzi, jednak Patkanim zdobył tylko 2 głowy. Zginęło też 6 jego ludzi.
W czasie gdy rozgrywały się walki pomiędzy ludźmi Patkanima i Leschi sformowano kolejną kompanię indiańskich zwiadowców – głównie z plemienia Chehalis. Jej dowódcą został Sidney S. Ford. Zorganizowano też nową jednostkę milicji – Batalion Centralny, na którego dowódcę wybrano kapitana Haysa. Otrzymał on stopień majora milicji.
24 lutego na terenie hrabstwa Thurston w odległości zaledwie 12 mil od stolicy Terytorium – Olimpii zginął William S. Northcraft – kwatermistrz milicji terytorialnej. Dowodziło to, iż Indianie rozszerzyli obszar działania na treny na północ od Fort Steilacoom. Tamtejszymi buntownikami dowodzili Quiemuth i Ste-hi. Dwa dni później rejon ten wysłano 50 indiańskich zwiadowców z plemienia Squoxin pod dowództwem Wesleya Gosnella. 27 lutego Batalion Centralny został wysłany w kierunku Muckleshoot Prairie, gdzie miał współpracować z oddziałami regularnymi pułkownika Caseya. Po drodze milicja miała założyć strażnice obsadzone przez 10 ludzi koło Porter’s Prairie oraz w Camp Campbell.
Tego samego dnia (27 lutego) żołnierze kapitana Keyesa wzięli do niewoli duchowego lidera buntowników – wodza plemienia Klickitats – Kanaskata. Wódz ponoć szarpał się i rozjuszył żołnierzy krzycząc na cały głos, że zabijał Amerykanów – aż został w końcu zastrzelony.
Potyczka pod Muckleshoot Prairie. 1 marca wojownicy z plemion Puget Sound (ok. 200) zaatakowali obozowisko armii pod Muckleshoot Prairie. Porucznik August V. Kautz miał przy sobie kompanie D i H 9 pułku piechoty. Kiedy nadciągnął jeszcze kapitan Keyes z kompanią 3 pułku artylerii – wojsko uderzyło. Indianie wycofali się. Zginęło 2 żołnierzy zaś 8 w tym porucznik Kautz zostało rannych. Indianie strat nie ponieśli.
2 marca zginął kolejny osadnik w hrabstwie Thurston, William White, jadący z kościoła. Dwie towarzyszące mu kobiety zdołały uciec.
5 marca kapitan Keyes ze 125 żołnierzami regularnymi otrzymał rozkaz zaatakowania obozowiska Indin położonego o 6 mil od Muckleshoot Prairie w kierunku Porter’s Prairie. Jednak okazało się, iż Indianie opuścili obóz w noc poprzedzającą atak.
Bitwa pod Connell's Prairie. Ok. 8 rano 10 marca Indianie zaatakowali oddziały milicji majora Haysa budujące strażnicę i przeprawę przez White River. Początkowo kompania kapitana White wspierana przez  kapitana Swindala i10 żołnierzy z jego kompanii znalazła się w trudnym położeniu będąc atakowana przez ok. 150 Indian. Jednak Hays szybko posłał na pomoc 20 ludzi kapitana Hennessa a następnie 15 ludzi porucznika Martina w celu oskrzydlenia przeciwnika a w końcu jeszcze 15 porucznika Van Ogle i 12 kapitana Robertsona. Skoordynowane uderzenie kapitana White’a i nadesłanych posiłków złamało linię Indian, którzy rzucili się do ucieczki. Buntownicy stracili 25-30 zabitych, zaś biali mieli zaledwie 4 rannych.
14 marca w tym samym miejscu Indianie ponownie zaatakowali pracujących białych – ciężko ranny został 1 milicjant. Tego samego dnia podpułkownik Casey otrzymał posiłki w postaci dwóch kolejnych kompanii 9 pułku piechoty. Jednak nie dane było im wziąć udziału w walce przeciwko plemionom Puget (na zachód od Gór Kaskadowych). Po ostatnich starciach Indianie rozproszyli się na małe grupy i stracili serce do walki, tak więc wkrótce oddziały Caseya ruszyły na wschodnią stronę Gór Kaskadowych, by wziąć udział w walkach z Yakima. W tamtą stronę podążyła też część Klickitatów i 26 marca wzięła udział wraz z Yakima w masakrze białych koło Cascades (zginęło tam 17 białych w tym 3 żołnierzy).
31 marca inny oddział milicji kapitana Hamiltona J.C. Maxona maszerujący w górę rzeki Nisqually zabił 1 Indianina i schwytał kilku. Od schwytanych Amerykanie dowiedzieli się o małym obozie Indian nad rzeką Owhop. 1 kwietnia wysłali do obozu jedną ze schwytanych kobiet, aby zajęła Indian rozmową, po czym otoczyli obóz i zaatakowali. Zaskoczenie było kompletne. Tylko jeden Indianin zdążył wystrzelić, reszta rzuciła się do ucieczki. W obozie i podczas ucieczki zginęło łącznie 17 do 30 Indian, w tym jeden ze znaczących przywódców znany jako Sky-skie.
10 kwietnia major Hays zrezygnował z dowództwa Batalionu Centralnego i zakończył służbę jako ochotnik. Jego miejsce jako podpułkownik zajął B.F. Shaw.
2 lipca pułkownik George Wright oświadczył, iż „wojna indiańska się zakończyła”.
W dniach 4-5 sierpnia pod presją prezydenta Franklina Pierce’a gubernator Stevens spotkał się z przedstawicielami plemion Nisqually i Puyallup w celu omówienia możliwości przeniesienia ich rezerwatów w inne, bardziej korzystne miejsca.
13 października 1856 Leschi został zdradzony i odstawiony do więzienia. Jego brat Quiemuth został zamordowany 18 października przez "nieznanych sprawców" w budynku gubernatora Stevensa, w noc przed przekazaniem go do Fort Steilacoom.
Bitwa koło Port Gamble. W połowie października wzrosła również liczba rajdów plemion z terenu Kanady. Kanadyjscy Indianie (m.in. Haida i ich sprzymierzeńcy z rosyjskiej Alaski) atakowali rezerwaty miejscowych Indian (będących pod jurysdykcją USA) i brali ich w niewolę. 18 października w starciu z Indianami Puget Sound zginęły 2 osoby. Aby przerwać rajdy pułkownik Casey rozkazał wysłać parowiec „Massachusetts” kapitana Swartwouta do Port Gamble. 20 października Amerykanie napotkali tam duży obóz Indian z północy. Amerykanie wysadzili na ląd 45 żołnierzy i marynarzy z haubicą i dwoma kutrami. Północnym Indianom zakomunikowano, iż jeśli powrócą w pokoju do siebie – nic im się nie stanie. Jednak odmówili oni. Oddział powrócił na okręt. W nocy „Massachusetts” podpłynął do obozu Indian tak blisko jak to było możliwe. Rankiem porucznik Forrest został wysłany na kutrze „Traveller” powyżej obozu Indian. Obie jednostki miały obóz w zasięgu ognia. Wkrótce padły pierwsze strzały. Pociski przeorały obóz niszcząc mienie i prawie wszystkie kanu Indian. Wkrótce na lądzie wylądowało 29 marynarzy i marines porucznika Semmesa, którzy wdarli się do obozowiska i utrzymywali je od 7.20 do 10.00, po czym powrócili na okręt. Indianie ukryli się w okolicznym lesie, praktycznie niewidoczni z okrętów. Po południu, aby przeciwdziałać ucieczce Indian w nocy w obozie wylądowała kolejny, 37-osobowy desant, który zniszczył ostatnie zdatne do użytku kanu oraz upewnił się, iż pozostałe są niezdatne do żeglugi. Po wypadzie oddział wycofał się bez strat. Wieczorem Swartwout wysłał do Indian jedną z pochwyconych kobiet z propozycją złożenia broni i odstawienia Indian do brytyjskiej Victorii, skąd mieli udać się do swych domów i nigdy nie powracać do Puget Sound. Indianie odrzucili propozycję stwierdzając, iż gotowi są walczyć, jednak następnego dnia rano do Swartwouta przybyło dwóch wodzów, którzy zgodzili się skapitulować. Całodzienna bitwa kosztowała kanadyjskich Indian 27 zabitych i 21 rannych. 87 złożyło obietnicę powrotu do domów i nie wracania na terytorium USA. Zostali oni na pokładzie „Massachusetts” odstawieni na północ. Amerykanie mieli 1 zabitego i 1 rannego.
Bitwa nie zakończyła jednak konfliktów z wojowniczymi Haida – 11 kwietnia 1857 zamordowali oni (jako zemstę za śmierć wodza w poprzednim roku) pułkownika milicji Isaaca Ebeya, jednego z pierwszych osadników w rejonie Puget Sound.
Leschi został oskarżony o zamordowanie Abrama Bentona Mosera i postawiony przed sądem. Pierwszy proces nie przyniósł efektu, ponieważ ława przysięgłych nie była w stanie podjąć decyzji, gdyż otrzymała od sędziego instrukcję, iż zabicie członka sił zbrojnych podczas konfliktu zbrojnego nie może być traktowane jako „morderstwo”. Jednak w drugim procesie sędzia nie dał takiej instrukcji, zaś obrońcom Leschi nie pozwolono przedstawić dowodów świadczących na korzyść Indianina. Leschi został skazany na karę śmierci. Nowy gubernator Terytorium Waszyngton LaFayette McMullen odrzucił prośbę o ułaskawienie wystosowaną przez komendanta placówki Kompanii Zatoki Hudsona w Fort Nisqually, Williama Frasera Tolmie, który bardzo dobrze znał Leschi. Nie wzięto również pod uwagę obiekcji wyrażanych przez porucznika Kautza. 19 stycznia 1858 wódz został powieszony w małej dolince koło jeziora Steilacoom. W marcu 2004 władze Waszyngtonu uznały, iż w trakcie procesu popełniono poważne uchybienia i wniosły do stanowego sądu najwyższego prośbę o kasację wyroku. 10 grudnia 2004 jednogłośnie Leschi został zrehabilitowany.